# حمام درود
حمام درود مربوط به اوایل دوره قاجار است و در درود، میدان شهدا، خیابان امام، کوچه دبستان شریعتی واقع شده و این اثر در تاریخ ۲ مرداد ۱۳۸۷ با شمارهٔ ثبت ۲۳۰۹۴ به‌عنوان یکی از آثار ملی ایران به ثبت رسیده است.